# Denkmalgeschützte Objekte im Bezirk Zell am See
Im Bezirk Zell am See (Pinzgau) bestehen 285 denkmalgeschützte Objekte. Die unten angeführte Liste führt zu den Gemeindelisten und gibt die Anzahl der Objekte an.
| Gemeindeliste                   | Objektanzahl |
| ------------------------------- | ------------ |
| Bramberg am Wildkogel           | 11           |
| Bruck an der Großglocknerstraße | 8            |
| Dienten am Hochkönig            | 5            |
| Fusch an der Großglocknerstraße | 3            |
| Hollersbach im Pinzgau          | 4            |
| Kaprun                          | 8            |
| Krimml                          | 6            |
| Lend                            | 11           |
| Leogang                         | 6            |
| Lofer                           | 17           |
| Maishofen                       | 13           |
| Maria Alm am Steinernen Meer    | 9            |
| Mittersill                      | 27           |
| Neukirchen am Großvenediger     | 10           |
| Niedernsill                     | 2            |
| Piesendorf                      | 10           |
| Rauris                          | 17           |
| Saalbach-Hinterglemm            | 5            |
| Saalfelden                      | 23           |
| Sankt Martin bei Lofer          | 20           |
| Stuhlfelden                     | 8            |
| Taxenbach                       | 21           |
| Unken                           | 13           |
| Uttendorf                       | 7            |
| Viehhofen                       | 1            |
| Wald im Pinzgau                 | 3            |
| Weißbach bei Lofer              | 3            |
| Zell am See                     | 14           |